# The Silent Power

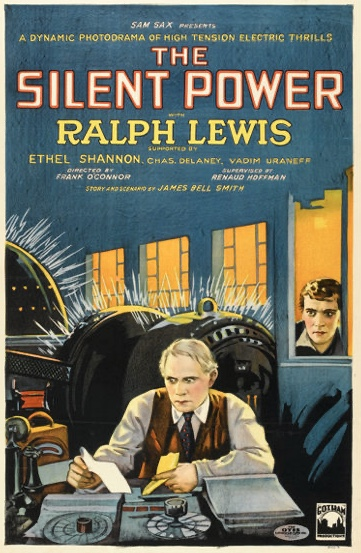

The Silent Power è un film muto del 1926 diretto da Frank O'Connor. Sceneggiato da James Bell Smith da un soggetto di James J. Tynan, il film aveva come interpreti Charles Delaney, Ralph Lewis, Ethel Shannon.

## Trama
Il giovane Rob Rollins, studente brillante ma un po' avventato, si reca da suo padre John, ingegnere responsabile di una centrale idroelettrica. Rollins padre convince Webster, il presidente della società, a mettere suo figlio a capo del progetto di costruzione di una diga. Il lago che si verrà a creare dopo la sua costruzione inonderà un vecchio villaggio dove si trova anche la casa di due fratelli, Olive e Jerry Spencer, che diventano amici di Rob. Intanto arrivano dal college i compagni di Rob che portano l'amico a una festa. La cosa non fa piacere a Webster che licenzia il giovane.
Webster viene trovato assassinato e i sospetti ricadono su Rob, che viene arrestato e dichiarato colpevole. Poco prima dell'esecuzione, Olive scopre che il vero assassino è suo fratello Jerry. Cerca allora di salvare Rob. Rollins, costretto a lavorare alla centrale, sviene quando crede di avere ucciso il figlio. Ma Jerry si è riscattato tagliando il cavo principale che arriva alla prigione, salvando la vita di Rob ma perdendo la sua.

## Produzione
Il film fu prodotto dalla Gotham Productions.

## Distribuzione
Il copyright del film, richiesto dalla Lumas, fu registrato il 25 agosto 1925 con il numero LP23047.
Distribuito dalla Lumas Film Corporation, il film uscì nelle sale statunitensi il 1º novembre 1926. La Gaumont British Distributors lo presentò a Londra il 14 febbraio 1927 facendolo uscire nelle sale il 19 settembre 1927. In Portogallo il film, distribuito il 7 maggio 1928, prese il titolo Cruel Dever.
Non si conoscono copie ancora esistenti della pellicola che viene considerata presumibilmente perduta.